# Campionati europei di pugilato dilettanti 1965
I Campionati europei di pugilato dilettanti maschili 1965 si sono tenuti a Berlino Est, Germania Est, dal 22 al 29 maggio 1965. È stata la 16ª edizione della competizione biennale organizzata dall'EABA. 172 pugili da 24 Paesi hanno partecipato alla competizione.

## Podi
| Categoria                   | Oro                 | Argento           | Bronzo                               |
| Pesi mosca (kg 51)          | Hans Freistadt      | Hubert Skrzypczak | Constantin Ciucă John McCluskey      |
| Pesi gallo (kg 54)          | Oleg Grigor'ev      | Jan Gałązka       | Nicolae Giju Horst Rascher           |
| Pesi piuma (kg 57)          | Stanislav Stepaškin | Brunon Bendig     | Ken Buchanan Wolfgang Hübner         |
| Pesi leggeri (kg 60)        | Vilikton Barannikov | Józef Grudzień    | Jim McCourt Antoniu Vasile           |
| Pesi superleggeri (kg 63,5) | Jerzy Kulej         | Preben Rasmussen  | Ermanno Fasoli Rupert König          |
| Pesi welter (kg 67)         | Ričardas Tamulis    | Luigi Patruno     | Detlef Dahn Vladimír Kučera          |
| Pesi superwelter (kg 71)    | Viktor Ageyev       | Angel Doitchev    | Mario Casati Anton Schnedl           |
| Pesi medi (kg 75)           | Valerij Popenčenko  | William Robinson  | Lucjan Słowakiewicz Wolfgang Trodler |
| Pesi mediomassimi (kg 81)   | Danas Pozniakas     | Peter Gerber      | Bernd Anders Béla Horváth            |
| Pesi massimi (kg 81 +)      | Aleksandr Isossimov | Kiril Pandov      | Dušan Rybanský Ernő Szénási          |

## Medagliere
Nazione ospitante 
| Posiz. | Nazione          | Oro | Argento | Bronzo | Totale |
| ------ | ---------------- | --- | ------- | ------ | ------ |
| 1      | Unione Sovietica | 8   | 0       | 0      | 8      |
| 2      | Polonia          | 1   | 4       | 1      | 6      |
| 3      | Germania Ovest   | 1   | 1       | 1      | 3      |
| 4      | Bulgaria         | 0   | 2       | 0      | 2      |
| 5      | Italia           | 0   | 1       | 2      | 3      |
| 6      | Danimarca        | 0   | 1       | 0      | 1      |
| 6      | Inghilterra      | 0   | 1       | 0      | 1      |
| 8      | Germania Est     | 0   | 0       | 4      | 4      |
| 9      | Romania          | 0   | 0       | 3      | 3      |
| 10     | Austria          | 0   | 0       | 2      | 2      |
| 10     | Cecoslovacchia   | 0   | 0       | 2      | 2      |
| 10     | Scozia           | 0   | 0       | 2      | 2      |
| 10     | Ungheria         | 0   | 0       | 2      | 2      |
| 14     | Irlanda          | 0   | 0       | 1      | 1      |
|        | Totale           | 10  | 10      | 20     | 40     |